# انجمن منتقدان فیلم تورنتو
انجمن منتقدان فیلم تورنتو (انگلیسی: Toronto Film Critics Association) یا به‌اختصار «TFCA»، یک انجمن نقد فیلم است که مطالب و آثارشان در نشریات شهر تورنتو منتشر می‌شود.
این انجمن در سال ۱۹۹۷ میلادی بنیان نهاده شد و یکی از اعضای فدراسیون بین‌المللی منتقدان فیلم است.